# 源顕国
源 顕国（みなもと の あきくに）は、平安時代後期の貴族・歌人。村上源氏顕房流、権中納言・源国信の長男。官位は従四位上・左近衛少将。

## 経歴
父・国信と共に堀河天皇に仕え、歌壇で活躍した。
嘉保3年（1096年）11月に元服。加冠は中宮大夫・源師忠で、理髪は源顕実が務めた。永長2年（1097年）正月の除目で中務侍従に任ぜられる。当時の位階は従五位下。承徳2年（1098年）には昇殿を聴され、承徳3年（1099年）従五位上に陞叙。
康和2年（1100年）正五位下に叙せられる。康和4年（1102年）五位蔵人に補され、左近衛少将を務める。康和5年（1103年）に備前介に任ぜられるが、当時の備前守は同母弟の国教であったため、顕国は同母弟の下につくことになってしまった。その際に藤原宗忠も、兄である顕国を弟の下に置くことはどうしたことだろうか、とこの人事を訝しんだ。長治2年（1105年）従四位下に叙され、嘉承2年（1107年）12月に令子内親王が皇后となった際には皇后宮権亮を兼任。備前権介も務めた。また、天永4年（1113年）権大納言・源雅俊の子・憲俊の元服の儀において理髪を務める。
藤原宗忠と交流がありその娘を娶った。後に恵珍を出産、宗忠は「最愛の孫」とその日記で述べている。また、元永2年（1119年）には宗忠・宗能と共に熊野詣を行った。
皇后宮権亮を兼ねた後は新たに官職を経ることなく、没するまで左少将を務め上げた。保安2年（1121年）5月29日に卒去。享年39。

## 人物
和歌に長じた。『金葉和歌集』以下の勅撰和歌集に七首が入集。天仁3年（1110年）4月29日に行われた源師時の山家五番歌合や、永久3年（1115年）10月26日、元永元年（1118年）10月13日、元永2年（1119年）7月23日に行われた藤原忠通の内大臣家歌合に出詠した。

## 官歴
- 嘉保3年（1096年）11月29日：元服す[3]。
- 永長2年（1097年）正月30日：中務侍従に任ず。位階は従五位下[4]。
- 承徳2年（1098年）7月9日：昇殿を聴す[5]。
- 承徳3年（1099年）正月6日：従五位上に叙す[6]。
- 康和2年（1100年）正月7日：正五位下に叙す[7]。
- 康和4年（1102年）正月15日：五位蔵人に補す[8]。
- 時期不明：左近衛少将に任ず。
- 康和5年（1103年）2月30日：備前介に任ず[1]。
- 長治2年（1105年）6月8日：従四位下に叙す（勧賞）[9]。
- 嘉承2年（1107年）12月5日：皇后宮権亮を兼ぬ[10]。
- 天永2年（1111年）5月29日：復任除目にて備中権介に復任す。
- 天永4年（1113年）正月13日：源憲俊元服の儀にて理髪を務む[11]。

## 系譜
- 父：源国信
- 母：高階泰仲の娘
- 妻：越後守仲宣の娘
  - 男子：源国通
- 妻：藤原宗忠の娘
  - 男子：恵珍（1118-?）